# The Powerless Rise
The Powerless Rise är det amerikanska metalcore-bandet As I Lay Dyings femte studioalbum. Albumet släpptes i maj 2010 på Metal Blade Records i Europa, USA och Japan.
Albumet nådde en tiondeplats på Billboard-listan.
Två musikvideor spelades in: "Anodyne Sea" och "Parallels".

## Låtlista
1. "Beyond our Suffering" – 2:49
2. "Anodyne Sea" – 4:34
3. "Without Conclusion" – 3:15
4. "Parallels" – 4:57
5. "The Plague" – 3:42
6. "Anger and Apathy" – 4:25
7. "Condemned" – 2:49
8. "Upside Down Kingdom" – 4:00
9. "Vacancy" – 4:26
10. "The Only Constant Is Change" – 4:07
11. "The Blinding of False Light" – 5:10

## Medverkande
Musiker
- Tim Lambesis – sång
- Nick Hipa – gitarr, bakgrundssång
- Phil Sgrosso – gitarr, bakgrundssång
- Josh Gilbert – basgitarr, sång
- Jordan Mancino – trummor

Produktion
- Adam Dutkiewicz – producent, inspelningstekniker
- As I Lay Dying – producent
- Colin Richardson – mixning
- Ted Jensen – mastering
- Daniel Castleman – studiotekniker, pre-production
- Kelly Cairns – pre-production
- Joseph McQueen – inspelningstekniker, redigering
- Martin "Ginge" Ford – mixning, inspelningstekniker
- Jacob Bannon – omslagskonst